# Prosheliomyia brevinervis
Prosheliomyia brevinervis là một loài ruồi trong họ Tachinidae.